# U 292
U 292 war ein deutsches U-Boot vom Typ VII C/41, das von der Kriegsmarine im U-Bootkrieg des Zweiten Weltkriegs im Nordmeer eingesetzt wurde.

## Technische Daten
Die Vegesacker Werft, eine Tochterfirma des Bremer Vulkan, lieferte in den Jahren 1943 und 1944 insgesamt 18 Boote vom Typ VII C/41 an die Kriegsmarine aus. Dieser Typ war eine Weiterentwicklung des oft gebauten Typ VII C und U 292 war das erste Boot des neuen Typs, das auf dieser Werft gebaut wurde. ein U-Boot dieses Typs war 67,2 m lang und verdrängte unter Wasser 860 m³ – etwas weniger als der Vorgängertyp. Weitere Unterschiede bestanden in der Artilleriebewaffnung, die eine 3,7-cm-Flak und vier 2,0-cm-Flak, aber keine Kanone (wie bei VII C standardmäßig vorhanden) beinhaltete. Als Bootswappen trug U 292 zwei gekreuzte Besen.

## Kommandant
Werner Schmidt wurde am 11. Juli 1920 im Kieler Stadtteil Friedrichsort geboren und trat 1939 in die Kriegsmarine ein. Im Anschluss an seine U-Bootausbildung, die er im Februar 1942 beendete, machte er als Wachoffizier vier Feindfahrten auf U 84. Im Sommer 1943 absolvierte Werner Schmidt seine U-Bootkommandantenausbildung und übernahm Ende August das Kommando auf U 292. Am 1. Oktober 1943 wurde er zum Oberleutnant zur See befördert.

## Einsatz und Geschichte
Leutnant Schmidt stellte U 292 am 25. August 1943 in Dienst. Bis zum 30. März des folgenden Jahres unternahm er mit dem Boot mehrere Ausbildungsfahrten in der Ostsee zum Training der Besatzung. In dieser Zeit gehörte U 292 zur 8. U-Flottille, einer Ausbildungsflottille, und war in Danzig stationiert.  Am 1. Mai 1944 wurde das Boot der 1. U-Flottille zugeteilt. Am 6. Mai verließ U 292 Kiel und erreichte nach zwei Tagen das norwegische Larvik. Von hier aus fuhr es nach Bergen, das es am 22. Mai erreichte.

## Versenkung
U 292 lief am 24. Mai von Bergen aus. Am 27. Mai wurde das Boot von dem kanadischen Piloten eines britischen Liberator-Bombers entdeckt und versenkt.